# Крайт стрічковий
Крайт стрічковий (Bungarus fasciatus) — отруйна змія з роду крайтів родини аспідові. Інша назва «пама».

## Опис
Загальна довжина коливається від 1,50 до 2,1 м. Голова невелика, витягнута. Тулуб сплощений. Спинний кіль різко виражений, хвіст тупо закруглений. Тулуб вкрито широкими жовтими й чорними кільцями.

## Спосіб життя
Полюбляє сухі, помірно вологі місцини, обов'язково з великою кількістю нір, хмизу, чагарникових заростей та інших хованок. Нерідко вона зустрічається на оброблених землях, у дворах та будинках. Цю змію знаходили на висоті до 5000 м над рівнем моря. Вдень ховається у сховищах, і якщо її потривожити, то вона звичайно не кусається, а згортається у кільця, ховаючи голову всередину. Тільки сильне подразнення змушує змію застосувати зуби. Однак серед ночі, під час активного життя змії, наступити на неї небезпечно — при цих обставинах укус досить імовірний. При укусі не відразу відкидає голову назад, а, вчепившись зубами, кілька разів здавлює щелепи, як би «жує» здобич або ворога. Це допомагає невеликим отруйним зубам дістатися до вразливих тканин жертви.
Поживою є дрібні ссавці, ящірки, птахи, земноводні, змії. Навіть гадюка гине від укусу пами за кілька хвилин, в той же час укус гадюки не впливає на паму.
Це яйцекладна змія. Самиця відкладає до 8 яєць.

## Розповсюдження
Мешкає у північно-східній Індії, Бангладеш, Непалі, М'янмі, південному Китаю, Лаосі, Камбоджі, В'єтнамі, Таїланді, Малайзії, на Великих Зондських островах.